# هوانگ این یونگ
هوانگ این یونگ (کره‌ای: 황인영؛ زادهٔ ۲۳ نوامبر ۱۹۷۸) بازیگر اهل کره جنوبی است. او حرفه بازیگری خود را به صورت رسمی در سال ۱۹۹۹ آغاز کرد، و از آن زنان تاکنون در فیلم‌ها، مجموعه‌های تلویزیونی و تئاترها ایفای نقش کرده است.
هوانگ همچنین فروشگاه فشن ۱۷۵٫۵ را در سال ۲۰۰۵، بازرگاه اینترنتی وایت سودا در سال ۲۰۰۷ و برند لباس Voet در سال ۲۰۰۸ راه‌اندازی کرد.

## زندگی شخصی
هوانگ با بازیگر موزیکال ریو جونگ هان در یک مراسم خصوصی تنها با حضور اعضای خانواده در ۱۳ مارس ۲۰۱۷ ازدواج کرد.